# 李庆孙
李庆孙（?—?），福建惠安县人。
宋咸平元年(998年)，李庆孙中进士，曾任江州推官。